# 東山公園 (名古屋市)
東山公園（ひがしやまこうえん）は、愛知県名古屋市千種区にある都市公園。平和公園とともに「なごや東山の森」を構成しており都市内緑地としては日本国内最大級である。

## 概要
1932年（昭和7年）頃から周辺の土地や資金の寄付の申出があり、土地を整備してまず1935年（昭和10年）4月に開園した。その後、1937年（昭和12年）3月に植物園と動物園を中心とする公園として改めて開園した。公園面積は約24万5千坪で、都市計画公園区域内（名古屋市域内）が約17万5千坪、区域外（当時の愛知郡天白村の区域）が約7万坪であった。
「東山動植物園」を中心とし、広大な地域に名古屋市千種図書館や千種スポーツセンター、東山公園テニスセンターなどの諸施設がある。また、自然散策路として「東山一万歩コース」が設定されている。
1989年（平成元年）には東山スカイタワーが竣工した。
この公園でボートに乗ったカップルは別れると言うジンクスがあるとされており、毎年バレンタインの時期にはこの時期にしか使用されない伝説の別れのボート「チャレンジ号」の無料乗船体験や、男女カップル限定での60分無料サービスなどそれを逆手に取ったイベントが開催されている。
園内には1971年（昭和46年）から国鉄C62形蒸気機関車17号機が静態保存されていたが、リニア・鉄道館に展示するため2010年（平成22年）2月に移送された。

## 主な施設
- 東山動植物園
- 東山スカイタワー（東山公園展望塔）
- テニスコート

## 最寄り駅
- 正門：名古屋市営地下鉄東山線 東山公園駅
- 星ヶ丘門：名古屋市営地下鉄東山線 星ヶ丘駅

## エピソード
あみんのアルバム「In the prime」に収録の「神様のご褒美」という曲の歌詞に、彼女達の母校（椙山女学園大学星が丘キャンパス）の裏山として、本公園が出て来る。